# National Governors Association
Pour les articles homonymes, voir NGA.
L'Association nationale des gouverneurs (en anglais : National Governors Association, NGA) est une organisation politique américaine fondée en 1908. Les membres de l'association sont les gouverneurs des 55 États, territoires et commonwealths des États-Unis. Les membres de l'association viennent de tous les horizons politiques, la NGA elle-même étant non partisane.
Son président pour le mandat 2024-2025 est le démocrate Jared Polis du Colorado. Il est assisté à la vice-présidence par le républicain Kevin Stitt de l'Oklahoma, qui lui succèdera à la présidence de l'organisation pour le mandat 2025-2026.

## Histoire

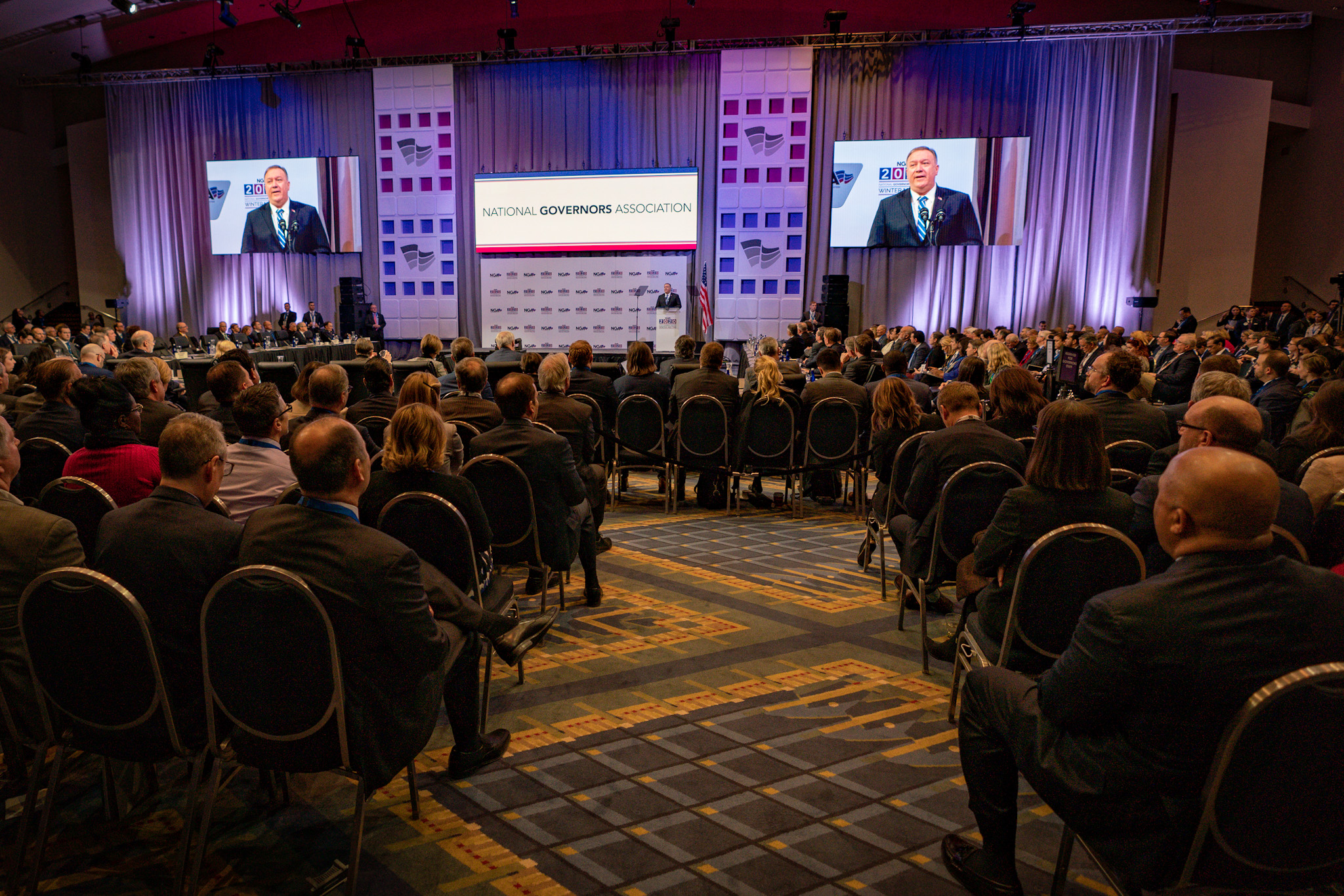
Le secrétaire d'État américain Mike Pompeo prend la parole lors de la réunion d'hiver de la NGA en 2020.

En 1907, la Commission des voies navigables intérieures (Inland Waterways Commission) juge nécessaire de demander à la Conférence des gouverneurs qui se tiendrait l'année suivante à la Maison-Blanche sous l'impulsion de Theodore Roosevelt de fournir des vues étatiques et nationales concernant des questions pratiques traitant de l'utilisation et de la gestion des ressources naturelles à l'ère progressiste. Le 13 mai 1908, à l'ouverture de la Conférence des gouverneurs, la NGA est fondée.
La NGA représente les gouverneurs des cinquante États et des cinq territoires américains (les Samoa américaines, Guam, les îles Mariannes du Nord, Porto Rico et les îles Vierges américaines). Elle est financée principalement par les cotisations des États, les subventions et contrats fédéraux et les contributions privées.
La NGA sert d'agent de liaison  pour les politiques publiques entre les gouvernements des États et le gouvernement fédéral. La NGA fournit aux gouverneurs et à leurs cadres supérieurs des services allant de la représentation des États à Capitol Hill et à la Maison-Blanche lors de discussions sur des questions fédérales à l'élaboration de rapports politiques sur les programmes d'État et l'organisation de séminaires de réseautage pour les responsables de l'exécutif de l'État. Le NGA Center for Best Practices se concentre sur les innovations de l'État et les meilleures pratiques sur des questions allant de l'éducation, de la santé publique à la technologie, à la réforme de l'aide sociale et à l'environnement. La NGA fournit également une assistance en matière de gestion et technique aux nouveaux gouverneurs et aux gouverneurs en place[réf. nécessaire].
La NGA adopte une politique en 1977 officialisant sa pratique standard remontant à 1941 : le poste de président de la NGA alterne chaque année entre les gouverneurs républicains et démocrates, de sorte qu'aucun des partis ne peut contrôler le poste pendant deux années consécutives. Le vice-président est généralement de la partie opposée au président et assume généralement le rôle de président de la NGA l'année suivante. Le président actuel de la NGA est le gouverneur de l'Arkansas Asa Hutchinson, un républicain qui occupe précédemment le poste de vice-président de 2020 à 2021. Le vice-président actuel est le gouverneur du New Jersey Phil Murphy, un démocrate.
Bill Clinton, alors gouverneur de l'Arkansas,  est à ce jour le seul ancien président de l'organisation à être devenu président des États-Unis. Janet Napolitano de l'Arizona est devenue la première femme présidente de la NGA en 2006[réf. nécessaire].
En février 2020, le secrétaire d'État américain Mike Pompeo avertit l'Association nationale des gouverneurs que le Parti communiste chinois (PCC) tentait activement d'influencer la politique américaine par l'intermédiaire des gouverneurs des États et des responsables locaux. En octobre 2020, le département d'État met fin à la participation des États-Unis au Forum des gouverneurs américano-chinois pour promouvoir la coopération infranationale en raison de tentatives présumées de l'Association du peuple chinois pour l'amitié avec les pays étrangers, une organisation de façade pour le département du front uni du travail du PCC pour « influencer malignement les dirigeants étatiques et locaux » aux États-Unis,.

## Présidents
Les présidents de la NGA président l'organisation pour un mandat d'un an avec une alternance d'affiliation à un parti, de sorte que le même parti ne siège pas pendant deux mandats consécutifs.
Les États suivants n'ont jamais eu à ce jour de président de la NGA : Alabama, Alaska, Connecticut, Hawaï, Mississippi, Nouveau-Mexique, Caroline du Nord et Dakota du Sud. Les cinq territoires (Samoa américaines, Guam, îles Mariannes du Nord, Porto Rico et îles Vierges américaines) n'ont également jamais eu de gouverneur présidant la NGA.
| Mandat      | Gouverneur           | État                 | Parti       |
| ----------- | -------------------- | -------------------- | ----------- |
| 1908–1911   | Augustus Willson     | Kentucky             | Républicain |
| 1911–1914   | Francis McGovern     | Wisconsin            | Républicain |
| 1914–1915   | David Walsh          | Massachusetts        | Démocrate   |
| 1915–1916   | William Spry         | Utah                 | Républicain |
| 1916–1918   | Arthur Capper        | Kansas               | Républicain |
| 1918–1919   | Emerson Harrington   | Maryland             | Démocrate   |
| 1919        | Henry Allen          | Kansas               | Républicain |
| 1919–1922   | William Sproul       | Pennsylvanie         | Républicain |
| 1922–1924   | Channing Cox         | Massachusetts        | Républicain |
| 1924–1925   | Lee Trinkle          | Virginie             | Démocrate   |
| 1925–1927   | Owen Brewster        | Maine                | Républicain |
| 1927–1928   | Adam McMullen        | Nebraska             | Républicain |
| 1928–1930   | George Dern          | Utah                 | Démocrate   |
| 1930–1932   | Norman Case          | Rhode Island         | Républicain |
| 1932–1933   | John Pollard         | Virginie             | Démocrate   |
| 1933–1934   | Jim Rolph            | Californie           | Républicain |
| 1934–1936   | Paul McNutt          | Indiana              | Démocrate   |
| 1936–1937   | George Peery         | Virginie             | Démocrate   |
| 1937–1939   | Robert Cochran       | Nebraska             | Démocrate   |
| 1939–1940   | Lloyd Stark          | Missouri             | Démocrate   |
| 1940–1941   | William Vanderbilt   | Rhode Island         | Républicain |
| 1941–1942   | Harold Stassen       | Minnesota            | Républicain |
| 1942–1943   | Herbert O'Conor      | Maryland             | Démocrate   |
| 1943–1944   | Leverett Saltonstall | Massachusetts        | Républicain |
| 1944–1945   | Herbert Maw          | Utah                 | Démocrate   |
| 1945–1946   | Ed Martin            | Pennsylvanie         | Républicain |
| 1946–1947   | Millard Caldwell     | Floride              | Démocrate   |
| 1947–1948   | Horace Hildreth      | Maine                | Républicain |
| 1948–1949   | Lester Hunt          | Wyoming              | Démocrate   |
| 1949        | William Lane         | Maryland             | Démocrate   |
| 1949–1950   | Frank Carlson        | Kansas               | Républicain |
| 1950–1951   | Frank Lausche        | Ohio                 | Démocrate   |
| 1951–1952   | Val Peterson         | Nebraska             | Républicain |
| 1952–1953   | Allan Shivers        | Texas                | Démocrate   |
| 1953–1954   | Daniel Thornton      | Colorado             | Républicain |
| 1954–1955   | Bob Kennon           | Louisiane            | Démocrate   |
| 1955–1956   | Arthur Langlie       | Washington           | Républicain |
| 1956–1957   | Thomas Stanley       | Virginie             | Démocrate   |
| 1957–1958   | William Stratton     | Illinois             | Républicain |
| 1958–1959   | LeRoy Collins        | Floride              | Démocrate   |
| 1959–1960   | Cale Boggs           | Delaware             | Républicain |
| 1960–1961   | Stephen McNichols    | Colorado             | Démocrate   |
| 1961–1962   | Wesley Powell        | New Hampshire        | Républicain |
| 1962–1963   | Albert Rosellini     | Washington           | Démocrate   |
| 1963–1964   | John Anderson        | Kansas               | Républicain |
| 1964–1965   | Grant Sawyer         | Nevada               | Démocrate   |
| 1965–1966   | John Reed            | Maine                | Républicain |
| 1966–1967   | William Guy          | Dakota du Nord       | Démocrate   |
| 1967–1968   | John Volpe           | Massachusetts        | Républicain |
| 1968–1969   | Buford Ellington     | Tennessee            | Démocrate   |
| 1969–1970   | John Love            | Colorado             | Républicain |
| 1970–1971   | Warren Hearnes       | Missouri             | Démocrate   |
| 1971–1972   | Arch Moore           | Virginie-Occidentale | Républicain |
| 1972–1973   | Marvin Mandel        | Maryland             | Démocrate   |
| 1973–1974   | Daniel Evans         | Washington           | Républicain |
| 1974–1975   | Cal Rampton          | Utah                 | Démocrate   |
| 1975–1976   | Robert Ray           | Iowa                 | Républicain |
| 1976–1977   | Cecil Andrus         | Idaho                | Démocrate   |
| 1977        | Reubin Askew         | Floride              | Démocrate   |
| 1977–1978   | William Milliken     | Michigan             | Républicain |
| 1978–1979   | Julian Carroll       | Kentucky             | Démocrate   |
| 1979–1980   | Otis Bowen           | Indiana              | Républicain |
| 1980–1981   | George Busbee        | Géorgie              | Démocrate   |
| 1981–1982   | Richard Snelling     | Vermont              | Républicain |
| 1982–1983   | Scott Matheson       | Utah                 | Démocrate   |
| 1983–1984   | Jim Thompson         | Illinois             | Républicain |
| 1984–1985   | John Carlin          | Kansas               | Démocrate   |
| 1985–1986   | Lamar Alexander      | Tennessee            | Républicain |
| 1986–1987   | Bill Clinton         | Arkansas             | Démocrate   |
| 1987–1988   | John Sununu          | New Hampshire        | Républicain |
| 1988–1989   | Gerald Baliles       | Virginie             | Démocrate   |
| 1989–1990   | Terry Branstad       | Iowa                 | Républicain |
| 1990–1991   | Booth Gardner        | Washington           | Démocrate   |
| 1991–1992   | John Ashcroft        | Missouri             | Républicain |
| 1992–1993   | Roy Romer            | Colorado             | Démocrate   |
| 1993–1994   | Carroll Campbell     | Caroline du Sud      | Républicain |
| 1994–1995   | Howard Dean          | Vermont              | Démocrate   |
| 1995–1996   | Tommy Thompson       | Wisconsin            | Républicain |
| 1996–1997   | Bob Miller           | Nevada               | Démocrate   |
| 1997–1998   | George Voinovich     | Ohio                 | Républicain |
| 1998–1999   | Tom Carper           | Delaware             | Démocrate   |
| 1999–2000   | Mike Leavitt         | Utah                 | Républicain |
| 2000–2001   | Parris Glendening    | Maryland             | Démocrate   |
| 2001–2002   | John Engler          | Michigan             | Républicain |
| 2002–2003   | Paul Patton          | Kentucky             | Démocrate   |
| 2003–2004   | Dirk Kempthorne      | Idaho                | Républicain |
| 2004–2005   | Mark Warner          | Virginie             | Démocrate   |
| 2005–2006   | Mike Huckabee        | Arkansas             | Républicain |
| 2006–2007   | Janet Napolitano     | Arizona              | Démocrate   |
| 2007–2008   | Tim Pawlenty         | Minnesota            | Républicain |
| 2008–2009   | Ed Rendell           | Pennsylvanie         | Démocrate   |
| 2009–2010   | Jim Douglas          | Vermont              | Républicain |
| 2010        | Joe Manchin          | Virginie-Occidentale | Démocrate   |
| 2010–2011   | Christine Gregoire   | Washington           | Démocrate   |
| 2011–2012   | Dave Heineman        | Nebraska             | Républicain |
| 2012–2013   | Jack Markell         | Delaware             | Démocrate   |
| 2013–2014   | Mary Fallin          | Oklahoma             | Républicain |
| 2014–2015   | John Hickenlooper    | Colorado             | Démocrate   |
| 2015–2016   | Gary Herbert         | Utah                 | Républicain |
| 2016–2017   | Terry McAuliffe      | Virginie             | Démocrate   |
| 2017–2018   | Brian Sandoval       | Nevada               | Républicain |
| 2018–2019   | Steve Bullock        | Montana              | Démocrate   |
| 2019–2020   | Larry Hogan          | Maryland             | Républicain |
| 2020–2021   | Andrew Cuomo         | New York             | Démocrate   |
| 2021-2022   | Asa Hutchinson       | Arkansas             | Républicain |
| 2022-2023   | Phil Murphy          | New Jersey           | Démocrate   |
| 2023-2024   | Spencer Cox          | Utah                 | Républicain |
| Depuis 2024 | Jared Polis          | Colorado             | Démocrate   |